# A Kiss in the Dreamhouse
A Kiss in the Dreamhouse je páté studiové album anglické skupiny Siouxsie and the Banshees. Vydáno bylo v listopadu roku 1982 společností Polydor Records. Umístlo se na jedenáctém místě Britské albové hitparády. Časopis Mojo jej roku 2007 označil za nejlepší album roku 1982.

## Seznam skladeb
1. Cascade – 4:25
2. Green Fingers – 3:33
3. Obsession – 3:51
4. She's a Carnival – 3:39
5. Circle – 5:22
6. Melt! – 3:47
7. Painted Bird – 4:15
8. Cocoon – 4:29
9. Slowdive – 4:24

## Obsazení
Siouxsie and the Banshees
- Siouxsie Sioux – zpěv, zvony
- Steven Severin – baskytara, varhany
- John McGeoch – kytara, klávesy, zobcová flétna
- Budgie – bicí, perkuse, harmonika

Ostatní hudebníci
- Caroline Lavelle – violoncello
- Anne Stephenson – housle
- Virginia Hewes – housle